# Maurice Perdrizet
Pour les articles homonymes, voir Perdrizet.
Maurice Théodore Perdrizet, né le 11 juillet 1912 à Crest (Drôme) et mort le 2 juin 1994 à Crest, était un aviateur militaire français. Il a combattu lors de la Seconde Guerre mondiale et de l'opération de Suez. Il a terminé sa carrière avec le grade de général de brigade aérienne.

## Biographie
Entre 1953 et 1954, le colonel Perdrizet a commandé la base aérienne 102.